# 唐·奥利弗
唐·奥利弗（英語：Don Oliver，1937年4月16日—1996年2月26日），新西兰男子举重运动员。他曾代表新西兰参加1962年和1966年大英帝国和英联邦运动会举重比赛，获得一枚金牌和一枚银牌。